# 迪米塔爾·卡拉喬斯基
迪米塔爾·卡拉喬斯基（1984年10月7日—），北馬其頓籃球運動員。他現在效力北於馬其頓球隊KK Kumanovo。他也代表北馬其頓國家男子籃球隊參賽。

## 外部連結
- 迪米塔爾·卡拉喬斯基在fiba.basketball（英语）
- 迪米塔爾·卡拉喬斯基在archive.fiba.com（archived）（英语）
- 迪米塔爾·卡拉喬斯基在亞得里亞海聯賽（英语）
- 迪米塔爾·卡拉喬斯基在Eurobasket.com（球員）（英语）
- 迪米塔爾·卡拉喬斯基在RealGM（英语）
- 迪米塔爾·卡拉喬斯基在Proballers（英语）